# منافسة ليفربول ومانشستر سيتي
المنافسة بين ليفربول ومانشستر سيتي هو تنافس بين مدينتين مختلفتين بين ناديي كرة القدم المحترفين الإنجليزيين ليفربول ومانشستر سيتي. يلعب نادي ليفربول مبارياته على أرضه في ملعب أنفيلد، بينما يلعب نادي مانشستر سيتي مبارياته على أرضه في ملعب الاتحاد.
على الرغم من أن ليفربول ومانشستر سيتي شاركا لأول مرة في سباق اللقب في موسم 1976–77، إلا أن التنافس بينهما في العصر الحديث بدأ في منتصف العقد الأول من القرن الحادي والعشرين، ومنذ ذلك الوقت كان الناديان في ثلاثة سباقات لقب متقاربة مع بعضهما البعض ووصلا إلى نهائيات دوري أبطال أوروبا خمس مرات، وفاز كل منهما بواحدة. منذ موسم 2017–18، عندما كان ليفربول تحت قيادة يورغن كلوب ومانشستر سيتي تحت قيادة بيب غوارديولا، سيطر الناديان على كرة القدم الإنجليزية، حيث فاز أحدهما بكل ألقاب الدوري الإنجليزي الممتاز، وثلاثة من أصل سبعة كؤوس كأس الاتحاد الإنجليزي، وستة من أصل سبعة كؤوس كأس رابطة الأندية الإنجليزية المحترفة المحترفة. خلال هذه الفترة، سجل الناديان ستة من أعلى ثمانية إجماليات للنقاط في الدوري الإنجليزي الممتاز منذ عام 1995، عندما تم تقليص عدد المباريات لكل فريق في الموسم إلى 38. كما هيمن لاعبون ومدربون من ليفربول ومانشستر سيتي على الجوائز الفردية في كرة القدم الإنجليزية منذ 2017–18: حيث ذهبت كل جائزة لاعب الموسم في الدوري الإنجليزي الممتاز، وجائزة أفضل لاعب في إنجلترا وجائزة أفضل لاعب في إنجلترا من اتحاد كتاب كرة القدم، وأربع من أصل خمس جوائز لأفضل لاعب شاب في الدوري الإنجليزي الممتاز، إلى لاعبين من الناديين، وذهبت كل جائزة مدرب الموسم في الدوري الإنجليزي الممتاز إلى غوارديولا أو كلوب.  
وقد تم الإشادة بجودة المنافسة، حيث وصفها المحلل الرياضي ولاعب ليفربول وإنجلترا السابق جيمي كاراغر في عام 2022 بأنها "الأفضل على الإطلاق في كرة القدم الإنجليزية... لم يسبق لنا أن رأينا أفضل فريقين ومديرين في العالم يتقاتلان معًا".  وفي عام 2022، أشارت هيئة الإذاعة البريطانية إلى أن الناديين "أنتجوا منافسة في السنوات الأخيرة رفعت مستوى كرة القدم الإنجليزية إلى مستوى آخر". 

## التنافس بين المدن
تقع مدينتي ليفربول ومانشستر في شمال غرب إنجلترا، على 35 ميل (56 كـم) من وسط المدينة. بعيدا. منذ الثورة الصناعية كان هناك موضوع ثابت من التنافس بين المدينتين حول المنافسة الاقتصادية والصناعية. ظلت مانشستر حتى القرن الثامن عشر المدينة الأكثر اكتظاظًا بالسكان، واحتلت مكانة ذات أهمية ومكانة مرموقة كممثلة للشمال. بحلول أواخر القرن الثامن عشر، أصبحت ليفربول ميناءً بحريًا رئيسيًا - وهو أمر بالغ الأهمية لنمو ونجاح مصانع القطن الشمالية. على مدار القرن التالي، نمت ليفربول لتتفوق على مانشستر، وخلال أواخر القرن التاسع عشر وأوائل القرن العشرين، غالبًا ما تم وصفها بأنها المدينة الثانية للإمبراطورية البريطانية.  تم تعزيز الروابط بين المدينتين من خلال إنشاء قناة بريدجووتر، ونظام الملاحة ميرسي وإيرويل، وأول خط سكة حديد بين المدن في العالم، وهو خط سكة حديد ليفربول ومانشستر، لنقل المواد الخام إلى الداخل. 
عارض سياسيو ليفربول إنشاء قناة مانشستر البحرية، بتمويل من تجار مانشستر، مما أدى إلى إثارة الاستياء بين المدينتين. تصاعدت حدة التوتر بين عمال الموانئ من الطبقة العاملة في ليفربول والعمال في مانشستر بعد اكتمال بناء الاستاد في عام 1894، قبل ثلاثة أشهر فقط من أول لقاء بين ليفربول ونيوتن هيث في مباراة فاصلة شهدت هبوط نيوتن هيث إلى الدرجة الثانية. 
اليوم، تتضمن شعارات مدينتي مانشستر ومانشستر سيتي سفنًا منمقة تمثل قناة مانشستر للسفن وجذور مانشستر التجارية. كما تم تضمين السفينة أيضًا على شعار العديد من المؤسسات الأخرى في مانشستر مثل مجلس مدينة مانشستر ومنافسه مانشستر يونايتد.
وقد أدت التحولات في العلاقات الاقتصادية بعد الحرب، والاعتماد على الفحم الإقليمي، والتحولات في أنماط التجارة عبر الأطلسي الناجمة عن نمو أسواق العمل الآسيوية، إلى الانحدار التدريجي للتصنيع البريطاني. في حين عانت مدينة ليفربول من خسارة مصدر دخلها الأساسي لصالح مدن الموانئ الجنوبية، حافظت مانشستر على بعض تراثها الصناعي. وقد حدث هذا التحول في الأحوال على خلفية خلفيات سياسية متغيرة وأحداث مهمة في الثقافة والمجتمع البريطاني في النصف الثاني من القرن العشرين.
كانت كلتا المدينتين جزءًا من مقاطعة لانكشر حتى مارس 1974، عند صدور قانون الحكومة المحلية لعام 1972. ومنذ ذلك الحين، أصبحت مدينتا ليفربول ومانشستر كل منهما على التوالي بمثابة ركيزة للمقاطعات الحضرية المجاورة ميرسيسايد ومانشستر الكبرى.
وتظل المدينتان منافستين إقليميتين قويتين، وتتنافسان على النفوذ في المناطق المحيطة. وقد انعكس استمرار أهميتها للاقتصاد البريطاني في منح مانشستر حق استضافة دورة ألعاب الكومنولث عام 2002، في حين حصلت ليفربول على لقب عاصمة الثقافة الأوروبية لعام 2008 كجزء من تجديدها المستمر.
وقد سعت المشاريع الأحدث التي نفذتها شركة موانئ بيل إلى إعادة تأسيس الروابط الاقتصادية بين ميناء ليفربول وميناء مانشستر، بما في ذلك إعادة تطوير الروابط التجارية عبر قناة مانشستر للسفن.

## التنافس في كرة القدم
لم يكن ليفربول ومانشستر سيتي متنافسين تقليديين، حيث حقق ليفربول نجاحًا أكبر تاريخيًا. في وقت استحواذ مجموعة أبو ظبي المتحدة على مانشستر سيتي في عام 2008، فاز ليفربول بخمسة كؤوس أوروبية، وثمانية عشر لقبًا قياسيًا في الدوري المحلي، وسبعة كؤوس للاتحاد الإنجليزي، وسبعة كؤوس لرابطة كرة القدم، وهو رقم قياسي؛ في المقابل، لم يفز مانشستر سيتي بأي كأس أوروبية، ولقبين في الدوري المحلي، وأربعة كؤوس للاتحاد الإنجليزي، ولقبين لكأس رابطة كرة القدم. ولكن بحلول عام 2008، لم يعد أي من الفريقين مهيمناً على المستوى المحلي، حيث لم يفز ليفربول بلقب الدوري منذ عام 1990، في حين لم يفز سيتي بلقب الدوري منذ عام 1968.
بدأت المنافسة الحديثة في موسم الدوري الإنجليزي الممتاز 2013–14. كان لدى بطل موسم 2012–13، مانشستر يونايتد، موسمًا سيئًا نسبيًا بعد اعتزال أليكس فيرغسون، المدير الفني الأكثر نجاحًا في تاريخ كرة القدم الإنجليزية. خاض ليفربول، تحت قيادة بريندان رودجرز، ومانشستر سيتي، في موسمهما الأول تحت قيادة مانويل بيليغريني، سباقًا ثلاثيًا على اللقب مع تشيلسي بقيادة جوزيه مورينيو، حيث كان كل فريق متقدمًا في نقاط مختلفة من الموسم. في نهاية الموسم، كان ليفربول في صدارة جدول الترتيب قبل مباراتين من النهاية، لكن التعادل 3–3 خارج أرضه أمام كريستال بالاس — بعد تقدمه 3–0 قبل 11 دقيقة من النهاية — سمح لمانشستر سيتي بتولي زمام المبادرة، والذي احتفظ به ليفوز باللقب.
لم يشكل ليفربول ولا مانشستر سيتي تحديًا جديًا للفوز بلقب الدوري في المواسم الثلاثة التالية، على الرغم من أنه خلال موسم 2015–16 – الأول لليفربول تحت قيادة المدرب يورغن كلوب – التقى الفريقان في نهائي كأس الرابطة. وبعد التعادل 1–1 في الوقت الأصلي وعدم تسجيل أي أهداف في الوقت الإضافي، فاز مانشستر سيتي بركلات الترجيح 3–1.
في موسم 2017–18، فاز مانشستر سيتي – الذي يديره الآن بيب غوارديولا – بلقب الدوري بسهولة برقم قياسي في الدوري بلغ 100 نقطة، بالإضافة إلى الفوز بكأس الرابطة. والتقى الفريقان مع ليفربول في ربع نهائي دوري أبطال أوروبا، حيث فاز ليفربول 5-1 في مجموع المباراتين. وواصل ليفربول مسيرته حتى وصل إلى نهائي دوري أبطال أوروبا، لكنه خسر أمام ريال مدريد.
في موسم 2018–19، وصلت المنافسة بين الناديين إلى مستويات جديدة، حيث شارك كل من ليفربول ومانشستر سيتي في سباق لقب متقارب للغاية. فاز مانشستر سيتي بلقب الدوري في اليوم الأخير، حيث أنهى الموسم برصيد 98 نقطة مقابل 97 نقطة لليفربول - ثالث ورابع أعلى إجمالي نقاط في تاريخ الدوري الإنجليزي الممتاز. وفاز مانشستر سيتي أيضًا بكأس الاتحاد الإنجليزي 2018–19 وكأس الرابطة محققًا ثلاثية محلية غير مسبوقة، بينما فاز ليفربول بكأس أوروبا للمرة السادسة في تاريخه بفوزه على توتنهام هوتسبير في النهائي.
في موسم 2019–20، هزم مانشستر سيتي ليفربول بركلات الترجيح في درع المجتمع الإنجليزي 2019 وفاز أيضًا بكأس الرابطة الثالثة على التوالي. ومع ذلك، سيطر ليفربول على موسم الدوري، وبعد هزيمة مانشستر سيتي أمام تشيلسي في يونيو، فاز ليفربول رياضيا بلقب الدوري التاسع عشر (والأول في عصر الدوري الإنجليزي الممتاز)، حيث أنهى الموسم برصيد 99 نقطة، وهو ثاني أعلى إجمالي في تاريخ الدوري الإنجليزي الممتاز. واحتلت سيتي المركز الثاني بفارق 18 نقطة عن المتصدر.
في موسم 2020–21، كان لدى ليفربول موسم أقل نجاحًا، حيث خسر العديد من اللاعبين الأساسيين بسبب الإصابة. فاز مانشستر سيتي بلقب الدوري بسهولة، إلى جانب حصوله على كأس الرابطة للمرة الرابعة على التوالي. كما وصلوا إلى نهائي كأس أوروبا لأول مرة، حيث خسروا أمام تشيلسي.
في موسم 2021–22، انخرط ليفربول ومانشستر سيتي مرة أخرى في سباق قريب على اللقب. فاز مانشستر سيتي بلقب الدوري مرة أخرى في اليوم الأخير، حيث أنهى الموسم برصيد 93 نقطة مقابل 92 نقطة لليفربول. فاز ليفربول بكأس الرابطة وكأس الاتحاد الإنجليزي، بعد أن أطاح بمانشستر سيتي في الدور نصف النهائي من البطولة الأخيرة. كما وصلوا إلى نهائي دوري أبطال أوروبا، وخسروا مرة أخرى أمام ريال مدريد.
في موسم 2022–23، تغلب ليفربول على مانشستر سيتي 3-1 في درع المجتمع الإنجليزي 2022، لكنه لم يتمكن من تكرار أداء الموسم السابق في الدوري، وانتهى في النهاية بالمركز الخامس. استمتع مانشستر سيتي بأنجح موسم له حتى الآن، ليصبح ثاني فريق إنجليزي يفوز بثلاثية قارية – الدوري الإنجليزي الممتاز، وكأس الاتحاد الإنجليزي، ودوري أبطال أوروبا لأول مرة، والذي فاز به بعد هزيمة إنتر ميلان في النهائي. كما أطاحوا بليفربول في الدور الرابع من كأس الرابطة، قبل أن يخسروا هم أنفسهم في ربع النهائي.
في موسم 2023–24، فاز مانشستر سيتي بلقب الدوري للمرة الرابعة على التوالي بعد سباق متقارب مع أرسنال. أعلن يورغن كلوب في يناير أن هذا سيكون الموسم الأخير مع ليفربول، الذي فاز بكأس الرابطة للمرة العاشرة في تاريخه.

## التنافس بين المديرين
كان جزء كبير من التنافس بين ليفربول ومانشستر سيتي والذي تطور منذ أواخر العقد الأول من القرن الحادي والعشرين هو التنافس بين مديريهما، يورغن كلوب وبيب غوارديولا على التوالي. 
رغم أن أغلب الصحافة التي تناولت التنافس بين الاثنين كانت تدور حول زمنهما في إنجلترا، إلا أنها تشكلت أصلاً في ألمانيا. مع تولي غوارديولا إدارة بايرن ميونخ وقيادة كلوب لبوروسيا دورتموند - وهما الناديان الأكثر نجاحًا في ألمانيا، ويتنافسان في منافسة تُعرف باسم دير كلاسيكر - واجه الفريقان بعضهما البعض ثماني مرات في أقل من عامين، بما في ذلك نهائيات الكأس ثلاث مرات.  فاز كل منهما بأربع من تلك المباريات الثماني، وحصل كلوب على اثنتين من الكؤوس الثلاثة التي تنافسوا عليها.  سينتقل كلا الرجلين مباشرة من ألمانيا إلى إنجلترا في نهاية عقودهما؛ انضم كلوب إلى ليفربول في 8 أكتوبر 2015،  بينما في 1 فبراير 2016 أُعلن أن غوارديولا سينضم إلى مانشستر سيتي لموسم 2016–17. 
 في نهاية موسم 2018–19، وصف غوارديولا علاقته مع كلوب بأنها "تنافس جميل"  ووصف فريق كلوب في ليفربول بأنه "أقوى الخصوم الذين واجهتهم في مسيرتي كمدرب".  في سبتمبر 2019، أشاد كلوب بغوارديولا ووصفه بأنه "أعظم منافس له على الإطلاق"، بعد ترشيح كل منهما لجائزة أفضل مدرب للرجال في الاتحاد الدولي لكرة القدم (فيفا) في عام 2019، والتي فاز بها كلوب.  

## رد فعل
أشاد الصحافيون والنقاد بجودة المنافسة بين ليفربول ومانشستر سيتي. وصفها الخبير الرياضي ولاعب ليفربول وإنجلترا السابق جيمي كاراغر في عام 2022 بأنها "الأفضل على الإطلاق في كرة القدم الإنجليزية... لم يسبق لنا أن رأينا أفضل فريقين ومدربين في العالم يتنافسان معًا".  ووصفها الخبير الرياضي ولاعب إنجلترا السابق غاري نيفيل بأنها "منافسة استثنائية من حيث التميز والاتساق". في نفس العام، أشارت هيئة الإذاعة البريطانية إلى أن الناديين "أنتجوا منافسة في السنوات الأخيرة رفعت مستوى كرة القدم الإنجليزية إلى مستوى آخر". في عام 2023، أشارت صحيفة مانشستر إيفينينج نيوز إلى الطبيعة "المحمومة" و"العدائية" بشكل خاص للمنافسة، وأن "الاشتباكات بين الناديين أصبحت الآن حاسمة للموسم".   
كما علق اللاعبون الحاليون في الناديين على التنافس فيما بينهم. في عام 2023، قال لاعب مانشستر سيتي رودري: "التنافس موجود دائمًا، بغض النظر عن وضع كل فريق. لقد كان دائمًا تنافسًا كبيرًا في السنوات القليلة الماضية". 
أظهر استطلاع أجري في عام 2019 أن عددًا كبيرًا من مشجعي مانشستر سيتي يعتبرون ليفربول، وليس مانشستر يونايتد، هو المنافس الأكبر لناديهم.  ومع ذلك، وجد استطلاع أجري في عام 2023 أن مشجعي ليفربول يعتبرون مانشستر سيتي ثالث أكبر منافس لهم، خلف مانشستر يونايتد وتشيلسي، ولكن قبل إيفرتون. تم توجيه اتهامات إلى رجل يبلغ من العمر 19 عامًا، ويدعى كيان هولت، بالهتاف المأساوي بعد مباراة في الدوري الإنجليزي الممتاز بين ليفربول ومانشستر سيتي في أنفيلد في 1 ديسمبر 2024. كما تم اعتقال ثمانية رجال آخرين بتهم مماثلة ولكن تم الإفراج عنهم بكفالة. أشارت الهتافات إلى كارثة هيلزبره عام 1989، والتي أودت بحياة 97 من مشجعي ليفربول. فاز ليفربول بالمباراة بنتيجة 2-0، ليوسع الفارق في صدارة الدوري الإنجليزي الممتاز. 

## البطولات
الجدول صحيح اعتبارًا من 27 أبريل 2025.
| الفريق       | الدوري | كأس الاتحاد الإنجليزي | كأس الدوري | درع المجتمع | كأس السوبر فلوريدا | كأس أوروبا/دوري ابطال اوروبا | كأس الكؤوس الأوروبية | كأس الاتحاد الأوروبي/الدوري الأوروبي | كأس السوبر الأوروبي | كأس العالم للأندية | المجموع |
| ------------ | ------ | --------------------- | ---------- | ----------- | ------------------ | ---------------------------- | -------------------- | ------------------------------------ | ------------------- | ------------------ | ------- |
| مانشستر سيتي | 10     | 7                     | 8          | 7           | 0                  | 1                            | 1                    | 0                                    | 1                   | 1                  | 36      |
| ليفربول      | 20     | 8                     | 10         | 16          | 1                  | 6                            | 0                    | 3                                    | 4                   | 1                  | 69      |
| المجموع      | 30     | 15                    | 18         | 23          | 1                  | 7                            | 1                    | 3                                    | 5                   | 2                  | 105     |

## نتائج المواجهات
يوضح الجدول أدناه نتائج المباريات التنافسية، باستثناء الوقت الإضافي/ركلات الجزاء، بين الجانبين (لا يشير إلى الألقاب التي فاز بها). يتضمن الدوري الدوري الإنجليزي الممتاز ودوري الدرجة الأولى ودوري الدرجة الثانية. لا يتم تضمين قسم لانكشاير ورابطات الحرب.
آخر تحديث 22 فبراير 2025.
| المسابقة                              | لعبت | فوز مانشستر سيتي | التعادلات | فوز ليفربول |
| ------------------------------------- | ---- | ---------------- | --------- | ----------- |
| الدوري الإنجليزي الممتاز              | 56   | 12               | 21        | 23          |
| دوري الدرجة الأولى                    | 118  | 34               | 25        | 59          |
| دوري الدرجة الثانية [الإنجليزية]      | 4    | 0                | 1         | 3           |
| كأس الاتحاد الإنجليزي                 | 8    | 2                | 2         | 4           |
| كأس رابطة الأندية الإنجليزية المحترفة | 8    | 2                | 3         | 3           |
| دوري أبطال أوروبا                     | 2    | 0                | 0         | 2           |
| درع المجتمع الإنجليزي                 | 2    | 0                | 1         | 1           |
| المجموع                               | 198  | 50               | 53        | 95          |

## تاريخ اللاعب المشترك
آخر تحديث 28 مايو 2022
.
| اللاعب             | مسيرة ليفربول       | مسيرة ليفربول | مسيرة ليفربول | مسيرة مانشستر سيتي | مسيرة مانشستر سيتي | مسيرة مانشستر سيتي |
| اللاعب             | فترة                | ظهور الدوري   | أهداف الدوري  | فترة               | ظهور الدوري        | أهداف الدوري       |
| ------------------ | ------------------- | ------------- | ------------- | ------------------ | ------------------ | ------------------ |
| Jim McBride        | 1892–1894           | 50            | 7             | 1894–1897          | 70                 | 1                  |
| Pat Finnerhan      | 1897–1898           | 8             | 5             | 1894–1897          | 85                 | 27                 |
| جيمي روس           | 1894–1896           | 73            | 27            | 1898–1901          | 67                 | 21                 |
| George Livingstone | 1902–1903           | 31            | 4             | 1903–1906          | 81                 | 19                 |
| Augustus Beeby     | 1912–1912           | 16            | 4             | 1911–1912          | 11                 | 0                  |
| تومي جونسون        | 1934–1936           | 36            | 8             | 1919–1930          | 328                | 158                |
| مات بسبي           | 1936–1945           | 115           | 3             | 1928–1936          | 204                | 11                 |
| فرد هاو            | 1935–1938           | 89            | 36            | 1938               | 6                  | 5                  |
| ديفيد جونسون       | 1976–1982           | 148           | 55            | 1984               | 6                  | 1                  |
| مايكل روبنسون      | 1983–1984           | 30            | 6             | 1979–1980          | 30                 | 8                  |
| Mark Seagraves     | 1983–1987           | 0             | 0             | 1987–1990          | 42                 | 0                  |
| باول والش          | 1984–1988           | 77            | 25            | 1994–1995          | 53                 | 16                 |
| ستيف مكماهون       | 1985–1991           | 204           | 29            | 1991–1994          | 87                 | 1                  |
| بيتر بيردسلي       | 1987–1991           | 131           | 46            | 1998               | 6                  | 0                  |
| بول ستيوارت        | 1992–1996           | 32            | 1             | 1987–1988          | 51                 | 26                 |
| ستيف ماكمانامان    | 1990–1999           | 272           | 46            | 2003–2005          | 35                 | 0                  |
| ديفيد جيمس         | 1992–1999           | 214           | 0             | 2004–2006          | 93                 | 0                  |
| نايجل كلوف         | 1993–1996           | 39            | 7             | 1996–1998          | 39                 | 4                  |
| روبي فاولر         | 1993–2001 2006–2007 | 266           | 128           | 2003–2006          | 80                 | 21                 |
| مارك كينيدي        | 1995–1998           | 16            | 0             | 1999–2001          | 66                 | 8                  |
| ديتمار هامان       | 1999–2006           | 191           | 8             | 2006–2009          | 54                 | 1                  |
| نيكولا أنيلكا      | 2001–2002           | 20            | 4             | 2002–2005          | 89                 | 37                 |
| سكوت كارسون        | 2005–2008           | 4             | 0             | 2019–حتى الآن      | 1                  | 0                  |
| ألبيرت رييرا       | 2008–2010           | 40            | 3             | 2006               | 15                 | 1                  |
| كريغ بيلامي        | 2006–2007 2011–2012 | 51            | 13            | 2009–2011          | 40                 | 12                 |
| دانييل ستوريدج     | 2013–2019           | 116           | 50            | 2006–2009          | 21                 | 5                  |
| كولو توريه         | 2013–2016           | 46            | 1             | 2009–2013          | 82                 | 2                  |
| جيمس ميلنر         | 2015–2023           | 230           | 19            | 2010–2015          | 147                | 13                 |
| ماريو بالوتيلي     | 2014–2016           | 16            | 1             | 2010–2013          | 54                 | 20                 |
| لوريس كاريوس       | 2016–2021           | 29            | 0             | 2011–2012          | 0                  | 0                  |
| رحيم ستيرلينغ      | 2012–2015           | 95            | 18            | 2015–2022          | 225                | 91                 |